# Kirill Tiuljukov
Kirill Vladimirovitj Tiuljukov (ryska: Кирилл Владимирович Тюлюков), född 11 april 2001, är en rysk fäktare som tävlar i sabel.

## Karriär
Vid EM 2025 i Genua tog Tiuljukov brons tillsammans med Dmitrij Danilenko, Pavel Graudyn och Anatolij Kostenko i lagtävlingen i sabel efter att ha besegrat Frankrike i bronsmatchen.